# Malleret-Boussac
Malleret-Boussac är en kommun i departementet Creuse i regionen Nouvelle-Aquitaine i de centrala delarna av Frankrike. Kommunen ligger i kantonen Boussac som tillhör arrondissementet Guéret. År 2022 hade Malleret-Boussac 179 invånare.

## Befolkningsutveckling
Antalet invånare i kommunen Malleret-Boussac
Referens:INSEE